# Емёткинское сельское поселение
Емёткинское се́льское поселе́ние (чув. Кунер ял тӑрӑхӗ) — муниципальное образование в Козловском районе Чувашской Республики Российской Федерации.
Административный центр — деревня Емёткино.

## История
Статус и границы сельского поселения установлены Законом Чувашской Республики от 24 ноября 2004 года № 37 «Об установлении границ муниципальных образований Чувашской Республики и наделении их статусом городского, сельского поселения, муниципального района и городского округа».

## Население
| 2010 | 2012  | 2013  | 2014  | 2015  | 2016  | 2017 |
| ---- | ----- | ----- | ----- | ----- | ----- | ---- |
| 1067 | ↗1069 | ↗1072 | ↘1064 | ↘1031 | ↘1012 | ↘995 |
| 2018 | 2019  | 2020  | 2021  |       |       |      |
| ↘991 | ↘972  | ↘955  | ↘925  |       |       |      |

## Состав сельского поселения
| № | Населённый пункт | Тип населённого пункта          | Население |
| - | ---------------- | ------------------------------- | --------- |
| 1 | Бишево           | деревня                         | ↗143      |
| 2 | Вурманкасы       | деревня                         | ↗54       |
| 3 | Гришкино         | деревня                         | ↗42       |
| 4 | Емёткино         | деревня, административный центр | ↗427      |
| 5 | Катергино        | деревня                         | ↗62       |
| 6 | Липово           | деревня                         | ↗210      |
| 7 | Новая Деревня    | деревня                         | ↗55       |
| 8 | Осиново          | деревня                         | ↗170      |
| 9 | Сирекли          | деревня                         | ↗67       |